# Mikhail Fjodorovitj af Rusland
Mikhail I eller Mikhail Fjodorovitj Romanov (russisk: Михаи́л Фёдорович Рома́нов, tr. Mikhaíl Fjódorovitj Románov; født 12. juli 1596, død 13. juli 1645) var zar af Rusland fra 1613 til 1645. Han var den første zar af Huset Romanov, der regerede Rusland indtil Den Russiske Revolution i 1917. 
Mikhail Fjodorovitj Romanov var søn af Fjodor Nikítitj Romanov (senere kendt som patriark Filaret af Moskva) og Ksenija Ivanovna Sjestova (senere kendt som "den store nonne" Martha). Han blev valgt til zar af zemskij sobor (det første russiske parlament, ~ "landsmøde") den 7. februar 1613, efter at Moskva havde fordrevet den polske invasionshær.
Han var en gennemgående godmodig og yderst religiøs mand, men ingen stærk hersker. Under ham genopbyggedes landet efter mange års uro og kaos, mens man udadtil måtte gøre indrømmelser over for både Sverige og Polen ved fredsslutningerne efter Den ingermanlandske krig (Freden i Stolbova) i 1617 og Den polsk-russiske krig (Freden i Deulino) i 1618. Fredsslutningerne sikrede hhv. anerkendelse fra Sverige af Mikhail som russisk hersker og at Polen frigav Mikhails tilfangetagne far, men skete på bekostning af afgivelse af landområder.
Faderen Filaret, der var patriark for den russisk-ortodokse kirke, ledte en væsentlig del af kejserrigets styre indtil sin død i 1633.